# Dominika Nowakowska (lekkoatletka)
Dominika Nowakowska (Główczewska) (ur. 25 stycznia 1985) – polska lekkoatletka specjalizująca się w biegach na średnich i długich dystansach.

## Kariera
W 2007 zajęła szóste miejsce w biegu na 1500 metrów podczas mistrzostw Europy do lat 23 oraz wraz z koleżankami zdobyła brązowy medal w rywalizacji młodzieżowców na mistrzostwach Europy w biegach przełajowych (indywidualnie była dwunasta). 
Medalistka mistrzostw Polski seniorów ma w dorobku trzy złote (Warszawa 2012 i Warszawa 2013 – bieg na 5 kilometrów oraz Płock 2013 – bieg na 10 km), cztery srebrne (Poznań 2007 – bieg na 1500 metrów; Kwidzyn 2008, Bydgoszcz 2012 – bieg przełajowy i Warszawa 2013 – półmaraton) i dwa brązowe (Bielsko-Biała 2012 – bieg na 10 kilometrów i Bielsko-Biała 2012 – bieg na 5000 metrów) medale. Stawała na najwyższym stopniu podium młodzieżowych mistrzostw Polski.
Jej ojcem jest były lekkoatleta Henryk Główczewski.

## Osiągnięcia
| Rok  | Impreza                                   | Miejsce   | Konkurencja        | Lokata      | Wynik    |
| ---- | ----------------------------------------- | --------- | ------------------ | ----------- | -------- |
| 2007 | Młodzieżowe mistrzostwa Europy            | Debreczyn | bieg na 1500 m     | 6. miejsce  | 4:19,05  |
| 2007 | Mistrzostwa Europy w biegach przełajowych | Toro      | bieg młodzieżowców | 12. miejsce | 23:20    |
| 2013 | Superliga drużynowych mistrzostw Europy   | Gateshead | bieg na 5000 m     | 7. miejsce  | 15:47,81 |
| 2013 | Mistrzostwa świata                        | Moskwa    | bieg na 5000 m     | 14. miejsce | 15:58,26 |
| 2013 | Mistrzostwa Europy w biegach przełajowych | Belgrad   | bieg seniorów      | 20. miejsce | 27:42    |

## Rekordy życiowe
- bieg na 1500 metrów – 4:16,71 (19 września 2007, Warszawa)
- bieg na 5000 metrów – 15:16,11 (30 czerwca 2013, Watford)